# فهرست آثار ملی شهرستان دورود
شهرستان دورود شهرستانی است در شرق استان لرستان و مرکز آن شهر دورود است. مساحت شهرستان دورود ۱۳۲۶ کیلومتر مربع است که ۷/۴٪ خاک لرستان را شامل می‌شود. این شهرستان از شمال به شهرستان شازند، از شمال غربی به بروجرد، از شرق به شهرستان ازنا، از جنوب به شهرستان الیگودرز و از غرب به شهرستان خرم‌آباد هم‌مرز است. آب و هوای معتدل کوهستانی دارد و متوسط بارش سالانه آن ۶۸۹ میلی‌متر است. در شهر دورود حفاری‌های تاریخی انجام شد که منجر به کشف پیدایش روستاهایی با بیش از ۷۰۰۰ سال قدمت شد.

## آثار ثبت‌شده
| ردیف | نام اثر                                 | نگاره          | دیرینگی                                       | موقعیت                                                                                  | شمارهٔ ثبت | تاریخ ثبت  | منبع  |
| ---- | --------------------------------------- | -------------- | --------------------------------------------- | --------------------------------------------------------------------------------------- | --------- | ---------- | ----- |
| ۱    | تپه پنج چاهی                            | بارگذاری تصویر | برنز جدید                                     | بخش سیلاخور، دهستان چالانچولان، شمال شرق روستای زرگران                                  | ۷۱۵۰      | ۱۳۸۱/۱۱/۱۲ | [ ۱ ] |
| ۲    | تپه قنات                                | بارگذاری تصویر | برنز (مفرغ) ـ اسلامی                          | بخش سیلاخور، دهستان چالانچولان، ۸۰۰ متری روستای زرگران                                  | ۱۰۰۰۱     | ۱۳۸۲/۰۶/۲۳ | [ ۲ ] |
| ۳    | تپه سیاهکله                             |                | پیش از تاریخ ـ تاریخی ـ اسلامی                | بخش مرکزی، دهستان دورود، شمال غربی روستای سیاهکله                                       | ۱۱۲۳۶     | ۱۳۸۳/۰۹/۰۷ |       |
| ۴    | تپه باباشاه                             |                | پیش از تاریخ ـ تاریخی ـ اسلامی                | دورود، شهرک الغدیر، فاز ۲                                                               | ۱۱۶۸۲     | ۱۳۸۳/۱۲/۲۴ |       |
| ۵    | تپه روستای گوشه پل                      |                | پیش از تاریخ ـ تاریخی ـ اسلامی                | بخش مرکزی، روستای گوشه پل                                                               | ۱۱۶۸۳     | ۱۳۸۳/۱۲/۲۴ |       |
| ۶    | زیرتپه علی‌آباد (لوآب)                   |                | پیش از تاریخ ـ تاریخی                         | بخش سیلاخور، ۳۵۰ م شمال شرقی روستای علی‌آباد                                             | ۱۱۶۹۱     | ۱۳۸۳/۱۲/۲۴ |       |
| ۷    | تپه گاو کشه                             |                | پیش از تاریخ ـ تاریخی ـ اسلامی                | بخش مرکزی، دهستان حشمت آباد، ۱۰۰ م شمال شرق روستای گاوکشه                               | ۱۱۶۹۲     | ۱۳۸۳/۱۲/۲۴ |       |
| ۸    | تپه دهنو                                |                | پیش از تاریخ ـ تاریخی ـ اسلامی                | بخش مرکزی، دهستان ژان، ۱/۳ کیلومتری شمال غرب روستای دهنو                                | ۱۱۶۹۳     | ۱۳۸۳/۱۲/۲۴ |       |
| ۹    | تپه پیرآباد                             |                | پیش از تاریخ ـ تاریخی ـ اسلامی                | بخش مرکزی، دهستان ژان، ۱/۵ کیلومتری شمال روستای پیر آباد                                | ۱۱۶۹۴     | ۱۳۸۳/۱۲/۲۴ |       |
| ۱۰   | تپه قلعه کهزاد                          |                | تاریخی                                        | بخش مرکزی، ۲/۵ کیلومتری جنوب غرب روستای داریاب                                          | ۱۱۶۹۵     | ۱۳۸۳/۱۲/۲۴ |       |
| ۱۱   | تپه سانبدان                             |                | پیش از تاریخ ـ تاریخی ـ اسلامی                | بخش مرکزی، دهستان ژان، ۴۰۰ م جنوب روستای سانبدان                                        | ۱۱۶۹۶     | ۱۳۸۳/۱۲/۲۴ |       |
| ۱۲   | تپه کلی یه                              |                | اسلامی                                        | بخش مرکزی، دهستان ژان، ۱/۶ کیلومتری شمال غرب روستای بهرام آباد علیا                     | ۱۱۶۹۷     | ۱۳۸۳/۱۲/۲۴ |       |
| ۱۳   | تپه بهرام‌آباد علیا                      |                | پیش از تاریخ ـ تاریخی ـ اسلامی                | بخش مرکزی، دهستان ژان، ۳۰۰ م جنوب غرب روستای بهرام آباد علیا                            | ۱۱۶۹۸     | ۱۳۸۳/۱۲/۲۴ |       |
| ۱۴   | تپه دره‌ای یک سفلی                       |                | تاریخی ـ اسلامی                               | بخش مرکزی، دهستان ژان، ۸۰۰ م غرب روستای بهرام آباد سفلی                                 | ۱۱۶۹۹     | ۱۳۸۳/۱۲/۲۴ |       |
| ۱۵   | تپه مهرعلی خان ژان                      |                | تاریخی ـ اسلامی                               | بخش مرکزی، جنوب غربی روستای ژان                                                         | ۱۱۷۰۰     | ۱۳۸۳/۱۲/۲۴ |       |
| ۱۶   | تپه کا محمدرضا                          |                | پیش از تاریخ ـ تاریخی ـ اسلامی                | بخش مرکزی، دهستان ژان، ۱۰۰ م غرب روستای کا محمدرضا                                      | ۱۱۷۰۱     | ۱۳۸۳/۱۲/۲۴ |       |
| ۱۷   | تپه آسیاب عالم‌آباد                      |                | پیش از تاریخ ـ تاریخی                         | بخش سیلاخور، یک کیلومتری جنوب غرب عالم آباد و ۳۰۰ م شمال روستای کاغه                    | ۱۱۷۰۲     | ۱۳۸۳/۱۲/۲۴ |       |
| ۱۸   | تپه ساکی                                |                | پیش از تاریخ ـ تاریخی                         | بخش مرکزی، ۷۰۰ م شمال شرق روستای یوسف آباد                                              | ۱۱۷۰۳     | ۱۳۸۳/۱۲/۲۴ |       |
| ۱۹   | تپه کهک ژان                             |                | پیش از تاریخ ـ تاریخی                         | بخش مرکزی، یک کیلومتری شرق روستای ژان                                                   | ۱۱۷۰۴     | ۱۳۸۳/۱۲/۲۴ |       |
| ۲۰   | تپه که کو                               |                | تاریخی                                        | بخش مرکزی، دهمستان ژان، دو کیلومتری شمال غرب روستای بهرام آباد علیا                     | ۱۱۷۰۵     | ۱۳۸۳/۱۲/۲۴ |       |
| ۲۱   | تپه سرچاه‌ها                             |                | تاریخی                                        | بخش مرکزی، دهستان ژان، ۵۰۰ م شمال شرق بهرام آباد علیا                                   | ۱۱۷۰۶     | ۱۳۸۳/۱۲/۲۴ |       |
| ۲۲   | تپه ورقلا                               |                | پیش‌ازتاریخ ـ تاریخی ـ اسلامی                  | بخش مرکزی، دهستان ژان، ۳۰۰ م غرب روستای کا محمدرضا                                      | ۱۱۷۰۷     | ۱۳۸۳/۱۲/۲۴ |       |
| ۲۳   | تپه چغا اسپی                            |                | پیش از تاریخ ـ تاریخی                         | بخش مرکزی، دهستان دورود، یک کیلومتری شمال شرق روستای چقابدار                            | ۱۱۷۰۸     | ۱۳۸۳/۱۲/۲۴ |       |
| ۲۴   | تپه نباتی شکرآباد                       |                | پیش از تاریخ ـ تاریخی                         | بخش مرکزی، دهستان دورود، ۶۰۰ م شمال غرب روستای شکر آباد                                 | ۱۱۷۰۹     | ۱۳۸۳/۱۲/۲۴ |       |
| ۲۵   | تپه سبز تنوردر                          |                | پیش از تاریخ ـ تاریخی ـ اسلامی                | بخش مرکزی، دهستان ژان، ۱/۵ کیلومتری شمال غرب روستای تنوردر                              | ۱۱۷۱۰     | ۱۳۸۳/۱۲/۲۴ |       |
| ۲۶   | تپه پیرشمس الدین                        |                | تاریخی ـ اسلامی                               | بخش مرکزی، دهستان حشمت آباد، ۲۵۰ م شمال غرب روستای حشمت آباد                            | ۱۱۷۱۱     | ۱۳۸۳/۱۲/۲۴ |       |
| ۲۷   | تپه مصلی (۳–۱)                          |                | پیش از تاریخ ـ تاریخی                         | بخش سیلاخور، ۱۰۰ م جنوب غرب روستای دائی چی                                              | ۱۱۷۱۲     | ۱۳۸۳/۱۲/۲۴ |       |
| ۲۸   | تپه میرباغی                             |                | پیش از تاریخ ـ تاریخی                         | بخش مرکزی، دهستان دورود، یک ک. م جنوب شرقی روستای امیرآباد                              | ۱۱۷۱۳     | ۱۳۸۳/۱۲/۲۴ |       |
| ۲۹   | تپه دره‌ای (۱و۲و۳) علیا                  |                | پیش از تاریخ ـ تاریخی ـ اسلامی                | بخش مرکزی، دهستان ژان، ۶۵۰ م غرب روستای بهرام آباد علیا                                 | ۱۱۷۱۴     | ۱۳۸۳/۱۲/۲۴ |       |
| ۳۰   | تپه سنگر                                |                | تاریخی ـ اسلامی                               | بخش مرکزی، دهستان ژان، جنوب روستای سنگر                                                 | ۱۱۷۱۵     | ۱۳۸۳/۱۲/۲۴ |       |
| ۳۱   | تپه لبان                                |                | پیش از تاریخ ـ تاریخی ـ اسلامی                | بخش سیلاخور، میان بافت روستای لبان سفلی                                                 | ۱۱۷۱۶     | ۱۳۸۳/۱۲/۲۴ |       |
| ۳۲   | تپه میان‌بیشه                            |                | پیش از تاریخ                                  | بخش مرکزی، دهستان ژان، ۱۰۰ م شمال روستای چغا بهرام                                      | ۱۱۷۱۷     | ۱۳۸۳/۱۲/۲۴ |       |
| ۳۳   | تپه تنوردر (هفت امامزاده)               |                | پیش از تاریخ ـ تاریخی ـ اسلامی                | بخش مرکزی، دهستان ژان، جنوب روستای تنوردر                                               | ۱۱۷۱۸     | ۱۳۸۳/۱۲/۲۴ |       |
| ۳۴   | تپه صید عالی                            |                | تاریخی ـ اسلامی                               | بخش مرکزی، دهستان حشمت آباد، ۵۰۰ م شمال روستای رضور                                     | ۱۱۷۱۹     | ۱۳۸۳/۱۲/۲۴ |       |
| ۳۵   | تپه دره‌ای (۴–۲) سفلی                    |                | تاریخی ـ اسلامی                               | بخش مرکزی، دهستان ژان، ۸۰۰ م غرب روستای بهرام آباد سفلی                                 | ۱۱۷۲۰     | ۱۳۸۳/۱۲/۲۴ |       |
| ۳۶   | تپه هرکو                                |                | پیش از تاریخ                                  | بخش سیلاخور، ۱/۵ کیلومتری جنوب روستای کاغه                                              | ۱۱۷۲۱     | ۱۳۸۳/۱۲/۲۴ |       |
| ۳۷   | چقا چوپان                               |                | تاریخی ـ اسلامی                               | بخش مرکزی، دهستان ژان، سه راهی سانبدان به پیر آباد                                      | ۱۱۷۲۲     | ۱۳۸۳/۱۲/۲۴ |       |
| ۳۸   | تپه قلاخرنه                             |                | تاریخی ـ اسلامی                               | بخش مرکزی، دهستان حشمت آباد، ۶۰۰ م جنوب روستای حشمت آباد                                | ۱۱۷۲۳     | ۱۳۸۳/۱۲/۲۴ |       |
| ۳۹   | تپه درازه چاری                          |                | تاریخی                                        | بخش مرکزی، دهستان دورود، ۶۰۰ م شمال شرق روستای خسروآباد                                 | ۱۱۷۲۴     | ۱۳۸۳/۱۲/۲۴ |       |
| ۴۰   | تپه مصی سلطو                            |                | پیش از تاریخ ـ تاریخی                         | بخش مرکزی، دهستان ژان، ۹۰۰ م شمال غرب روستای چقا بهرام                                  | ۱۱۷۲۵     | ۱۳۸۳/۱۲/۲۴ |       |
| ۴۱   | تپه ناصرالدین                           |                | پیش از تاریخ ـ تاریخی ـ اسلامی                | بخش مرکزی، دهستان ژان، غرب روستای ناصرالدین                                             | ۱۱۷۲۶     | ۱۳۸۳/۱۲/۲۴ |       |
| ۴۲   | تپه سلمانی                              |                | پیش از تاریخ                                  | بخش مرکزی، دهستان ژان، ۵۰۰م غرب روستای تقی‌آباد                                          | ۱۱۷۲۷     | ۱۳۸۳/۱۲/۲۴ |       |
| ۴۳   | تپه قارچی                               |                | تاریخی                                        | بخش مرکزی، دهستان ژان، ۶۰۰ م جنوب غرب روستای چقا بهرام                                  | ۱۱۷۲۸     | ۱۳۸۳/۱۲/۲۴ |       |
| ۴۴   | تپه سندرکان                             |                | پیش از تاریخ ـ تاریخی ـ اسلامی                | بخش مرکزی، دهستان دورود، شمال روستای سندر کان                                           | ۱۱۷۲۹     | ۱۳۸۳/۱۲/۲۴ |       |
| ۴۵   | تپه مفریجه                              |                | پیش از تاریخ ـ تاریخی ـ اسلامی                | بخش مرکزی، دهستان دورود، یک کیلومتری شمال غرب روستای خسروآباد                           | ۱۱۷۳۰     | ۱۳۸۳/۱۲/۲۴ |       |
| ۴۶   | تپه ظهراب                               |                | پیش از تاریخ                                  | بخش سیلاخور، ۸۰۰ م جنوب شرق روستای پوش کشان                                             | ۱۱۷۳۱     | ۱۳۸۳/۱۲/۲۴ |       |
| ۴۷   | تپه عسگر                                |                | پیش از تاریخ ـ تاریخی ـ اسلامی                | بخش مرکزی، دهستان دورد، یک کیلومتری شمال غرب روستای خسروآباد                            | ۱۱۷۳۲     | ۱۳۸۳/۱۲/۲۴ |       |
| ۴۸   | تپه زرگران سفلی                         |                | پیش از تاریخ                                  | بخش سیلاخور، ۱/۵ کیلومتری جنوب شرق روستای زرگران سفلی، یک کیلومتری شمال غرب روستای کاغه | ۱۱۷۳۳     | ۱۳۸۳/۱۲/۲۴ |       |
| ۴۹   | تپه حسین‌آباد                            |                | پیش از تاریخ ـ تاریخی ـ اسلامی                | بخش مرکزی، دهستان دورود، ۵۰۰ م جنوب غرب روستای حسین‌آباد                                 | ۱۱۷۳۴     | ۱۳۸۳/۱۲/۲۴ |       |
| ۵۰   | تپه تل کو (دختربرجی)                    |                | پیش از تاریخ                                  | بخش مرکزی، دهستان ژان، دو کیلومتری شمال غرب روستای بهرام آباد سفلی                      | ۱۱۷۳۵     | ۱۳۸۳/۱۲/۲۴ |       |
| ۵۱   | تپه مزارستان کهنه                       |                | پیش از تاریخ ـ تاریخی ـ اسلامی                | بخش مرکزی، ۱۰۰ م جنوب روستای ژان                                                        | ۱۱۷۳۶     | ۱۳۸۳/۱۲/۲۴ |       |
| ۵۲   | پاتپه دورود                             |                | پیش از تاریخ ـ تاریخی ـ اسلامی                | بافت قدیم دورود، کوی بهداری                                                             | ۱۱۷۳۷     | ۱۳۸۳/۱۲/۲۴ |       |
| ۵۳   | تپه ازنا                                |                | پیش از تاریخ ـ تاریخی ـ اسلامی                | بخش سیلاخور، شمال روستای ازنا                                                           | ۱۱۷۳۸     | ۱۳۸۳/۱۲/۲۴ |       |
| ۵۴   | تپه علی گردل                            |                | پیش از تاریخ                                  | بخش سیلاخور، ۲۰۰ م شمال غرب روستای لبان سفلی                                            | ۱۱۷۳۹     | ۱۳۸۳/۱۲/۲۴ |       |
| ۵۵   | تپه‌های شماره یک و دو دل دل              |                | تاریخی                                        | بخش سیلاخور، دهستان سیلاخور، ۵۰۰ متری شمال روستای کاغه                                  | ۱۴۴۶۷     | ۱۳۸۴/۱۲/۱۶ |       |
| ۵۶   | تپه روستای تقی‌آباد                      |                | کالکولیتیک ـ تاریخی و اسلامی                  | بخش مرکزی، دهستان ژان، روستای تقی‌آباد                                                   | ۱۴۴۶۸     | ۱۳۸۴/۱۲/۱۶ |       |
| ۵۷   | تپه پوش کشان                            |                | تاریخی ـ اسلامی                               | بخش سیلاخور، دهستان سیلاخور، روستای پوش کشان                                            | ۱۴۴۶۹     | ۱۳۸۴/۱۲/۱۶ |       |
| ۵۸   | تپه بل                                  |                | تاریخی ـ اسلامی                               | بخش سیلاخور، دهستان سیلاخور، ۶۰۰ م غرب روستای عالم آباد                                 | ۱۴۴۷۰     | ۱۳۸۴/۱۲/۱۶ |       |
| ۵۹   | تپه چقابرمالی                           |                | تاریخی ـ اسلامی                               | بخش سیلاخور، دهستان سیلاخور، ۶۰۰ م جنوب روستای کاغه                                     | ۱۴۴۷۱     | ۱۳۸۴/۱۲/۱۶ |       |
| ۶۰   | تپه انگشته‌هاری                          |                | تاریخی ـ اسلامی                               | شهردورود، خ ۹۰ م دوم، پشت دبیرستان ولایت فقیه                                           | ۱۴۴۷۲     | ۱۳۸۴/۱۲/۱۶ |       |
| ۶۱   | تپه کفتار سیلا                          |                | تاریخی و اسلامی                               | بخش سیلاخور، دهستان سیلاخور، یک کیلومتری غرب روستای دوخواهران                           | ۱۴۴۷۹     | ۱۳۸۴/۱۲/۱۶ |       |
| ۶۲   | تپه قبرستان ازنا                        |                | تاریخی ـ اسلامی                               | بخش سیلاخور، دهستان سیلاخور، روستای ازنا                                                | ۱۴۴۸۱     | ۱۳۸۴/۱۲/۱۶ |       |
| ۶۳   | مجموعه تپه‌های دورچاه یک و ۲             |                | پیش از تاریخ ـ تاریخی                         | بخش مرکزی، دهستان ژان، ۲/۳ کیلومتری شمال شرق روستای پیرآباد                             | ۱۴۴۸۲     | ۱۳۸۴/۱۲/۱۶ |       |
| ۶۴   | تپه پاتپه کول‌آباد                       |                | تاریخی ـ اسلامی                               | بخش سیلاخور، دهستان سیلاخور، ۸۰۰ م جنوب شرق روستای کول آباد                             | ۱۴۴۸۳     | ۱۳۸۴/۱۲/۱۶ |       |
| ۶۵   | تپه پت برسه                             |                | پیش از تاریخ تا اسلامی                        | بخش سیلاخور، دهستان سیلاخور، ۵۰۰م شمال شرقی روستای علی‌آباد                              | ۱۴۴۸۴     | ۱۳۸۴/۱۲/۱۶ |       |
| ۶۶   | تپه یزدگرد                              |                | پیش از تاریخ تا اسلامی                        | بخش سیلاخور، دهستان سیلاخور، روستای یزدگرد                                              | ۱۴۴۸۵     | ۱۳۸۴/۱۲/۱۶ |       |
| ۶۷   | تپه زال                                 |                | تاریخی ـ اسلامی                               | بخش سیلاخور، دهستان سیلاخور، ۲۰۰م غرب کاغه                                              | ۱۴۴۸۶     | ۱۳۸۴/۱۲/۱۶ |       |
| ۶۸   | مجموعه تپه‌های ته زمین چاله یک و دو و سه |                | پیش از تاریخی تا اسلامی                       | بخش سیلاخور، دهستان سیلاخور، ۹۰۰ م جنوب روستای کاغه                                     | ۱۴۴۸۷     | ۱۳۸۴/۱۲/۱۶ |       |
| ۶۹   | تپه چقابهرام                            |                | پیش از تاریخ تا اسلامی                        | بخش مرکزی، دهستان ژان، روستای چقابهرام                                                  | ۱۴۴۸۸     | ۱۳۸۴/۱۲/۱۶ |       |
| ۷۰   | تپه قبرستان ارمنی                       |                | تاریخی ـ اسلامی                               | بخش سیلاخور، دهستان سیلاخور                                                             | ۱۴۴۸۹     | ۱۳۸۴/۱۲/۱۶ |       |
| ۷۱   | تپه‌های چم دایا (۳–۱)                    |                | تاریخی ـ اسلامی                               | بخش سیلاخور، دهستان سیلاخور، شمال شرق روستای کلنگانه، ۱/۸ کیلومتری شمال روستای ازنا     | ۱۴۴۹۲     | ۱۳۸۴/۱۲/۱۶ |       |
| ۷۲   | تپه خدا                                 |                | پیش از تاریخ ـ تاریخی                         | بخش مرکزی، دهستان ژان، ۷۰۰ م غرب روستای تنور                                            | ۱۴۴۹۳     | ۱۳۸۴/۱۲/۱۶ |       |
| ۷۳   | تپه سبر                                 |                | پیش از تاریخ تا اسلامی                        | بخش سیلاخور، دهستان سیلاخور، یک کیلومتری شمال غرب روستای عالم آباد                      | ۱۴۴۹۴     | ۱۳۸۴/۱۲/۱۶ |       |
| ۷۴   | محوطه آسیاب                             |                | پیش از تاریخ تا اسلامی                        | بخش سیلاخور، دهستان سیلاخور، روستای دوخواهران                                           | ۱۴۴۹۵     | ۱۳۸۴/۱۲/۱۶ |       |
| ۷۵   | تپه خاکی سوران                          |                | تاریخی ـ اسلامی                               | بخش مرکزی، دهستان حشمت آباد                                                             | ۱۴۴۹۶     | ۱۳۸۴/۱۲/۱۶ |       |
| ۷۶   | تپه علی‌آباد یک                          |                | تاریخی ـ اسلامی                               | بخش سیلاخور، دهستان سیلاخور، روستای علی‌آباد                                             | ۱۴۴۹۷     | ۱۳۸۴/۱۲/۱۶ |       |
| ۷۷   | تپه پلاسه دو                            |                | تاریخی (پس از هخامنشی ـ پارتی)                | بخش مرکزی، دهستان حشمت آباد، ۸۰۰ م شمال غرب روستای دره اسبر                             | ۱۵۶۲۸     | ۱۳۸۵/۰۳/۲۸ |       |
| ۷۸   | تپه زرده                                |                | تاریخی (پارت ـ ساسانی)                        | بخش مرکزی، دهستان ژان، ۱/۷ کیلومتری جنوب روستای گل گورچک                                | ۱۵۶۲۹     | ۱۳۸۵/۰۳/۲۸ |       |
| ۷۹   | تپه مالک                                |                | پیش از تاریخ ـ اسلامی                         | بخش سیلاخور، دهستان سیلاخور، روستای افراونده، جنب امامزاده مالک                         | ۱۵۶۳۰     | ۱۳۸۵/۰۳/۲۸ |       |
| ۸۰   | تپه قبرستان (۲–۱)                       |                | تاریخی ـ اسلامی                               | ۱۰۰ م جنوب شهر چالانچولان                                                               | ۱۵۶۳۱     | ۱۳۸۵/۰۳/۲۸ |       |
| ۸۱   | تپه ملکی (۲–۱)                          |                | تاریخی ـ اسلامی                               | ۶۰۰ م غرب شهر چالانچولان                                                                | ۱۵۶۳۲     | ۱۳۸۵/۰۳/۲۸ |       |
| ۸۲   | تپه کول‌آباد                             |                | پیش از تاریخ ـ اسلامی                         | بخش سیلاخور، دهستان سیلاخور، روستای کول آباد                                            | ۱۵۶۳۳     | ۱۳۸۵/۰۳/۲۸ |       |
| ۸۳   | تپه رئیسو                               |                | پیش از تاریخی ـ اسلامی                        | بخش مرکزی، دهستان دورود، ۲۰۰ م شمال غرب امیرآباد                                        | ۱۵۶۳۴     | ۱۳۸۵/۰۳/۲۸ |       |
| ۸۴   | تپه کوره محراب دو ۱                     |                | پیش از تاریخ ـ اسلامی                         | بخش سیلاخور، دهستان سیلاخور، ۲۵۰ م جنوب روستای افراونده                                 | ۱۵۶۳۵     | ۱۳۸۵/۰۳/۲۸ |       |
| ۸۵   | تپه سوزی خو                             |                | پیش از تاریخ ـ تاریخی                         | بخش سیلاخور، دهستان چالانچولان، ۳۰۰م شمال روستای بهزادآباد                              | ۱۵۶۳۶     | ۱۳۸۵/۰۳/۲۸ |       |
| ۸۶   | تپه روباه                               |                | پیش از تاریخ ـ تاریخی                         | بخش سیلاخور، دهستان چالانچولان، ۲۰۰متری شرق روستای زرگران سفلی                          | ۱۵۶۳۷     | ۱۳۸۵/۰۳/۲۸ |       |
| ۸۷   | تپه چم زاغه سه                          |                | پیش از تاریخ (کالکولتیک)                      | بخش سیلاخور، دهستان سیلاخور، دو کیلومتری جنوب روستای کاغه                               | ۱۵۶۳۸     | ۱۳۸۵/۰۳/۲۸ |       |
| ۸۸   | تپه خان‌آباد یک                          |                | تاریخی (پارتی)                                | بخش مرکزی، دهستان حشمت آباد، روستای امام آباد                                           | ۱۵۶۳۹     | ۱۳۸۵/۰۳/۲۸ |       |
| ۸۹   | تپه چم زاغه دو                          |                | پیش از تاریخ (کالکولتیک)                      | بخش سیلاخور، دهستان سیلاخور، ۶۰۰ م غرب روستای پوش کشان                                  | ۱۵۶۴۰     | ۱۳۸۵/۰۳/۲۸ |       |
| ۹۰   | تپه زکی                                 |                | کالکولتیک ـ پارت تا ساسانی                    | بخش سیلاخور، دهستان چالانچولان، ۳۰۰متری جنوب روستای بابا پشمان                          | ۱۵۶۴۱     | ۱۳۸۵/۰۳/۲۸ |       |
| ۹۱   | تپه لونه روباه                          |                | تاریخی (پارت تا ساسانی)                       | بخش مرکزی، دهستان حشمت آباد، یک کیلومتری شمال غرب روستای حشمت آبا د                     | ۱۵۶۴۲     | ۱۳۸۵/۰۳/۲۸ |       |
| ۹۲   | تپه بهزادآباد                           |                | مس و سنگ و اشکانی                             | بخش سیلاخور، دهستان چالانچولان، ۱۰۰متری شمال غرب روستای بهزاد آباد                      | ۱۵۶۴۳     | ۱۳۸۵/۰۳/۲۸ |       |
| ۹۳   | تپه کوله مرز یک                         |                | پیش از تاریخ                                  | بخش سیلاخور، دهستان سیلاخور، ۱/۷ کیلومتری شمال روستای ده کله                            | ۱۵۶۴۴     | ۱۳۸۵/۰۳/۲۸ |       |
| ۹۴   | محوطه آشیر خانی                         |                | تاریخی ـ اسلامی                               | بخش مرکزی، دهستان ژان، ۲/۵ کیلومتری جنوب غرب روستای گل گورچک                            | ۱۵۶۴۵     | ۱۳۸۵/۰۳/۲۸ |       |
| ۹۵   | تپه باباپشمان                           |                | پیش از تاریخ تا تاریخی                        | دهستان چالانچولان، بخش سیلاخور، ضلع شمالی روستای بابا پشمان                             | ۱۵۶۴۶     | ۱۳۸۵/۰۳/۲۸ |       |
| ۹۶   | تپه میدان                               |                | پیش از تاریخ تا اسلامی                        | بخش سیلاخور، دهستان چالانچولان، ۵۰ م شمال شرق روستای میدان                              | ۱۵۶۴۸     | ۱۳۸۵/۰۳/۲۸ |       |
| ۹۷   | تپه بردگلو                              |                | پیش از تاریخ تا اسلامی                        | بخش سیلاخور، دهستان چالانچولان، ۱۵۰ م شمال غرب روستای باباپشمان                         | ۱۵۶۴۹     | ۱۳۸۵/۰۳/۲۸ |       |
| ۹۸   | تپه آقا خانی                            |                | تاریخی                                        | بخش سیلاخور، دهستان چالانچولان، یک کیلومتری غرب روستای گاراژ                            | ۱۵۶۵۰     | ۱۳۸۵/۰۳/۲۸ |       |
| ۹۹   | تپه بی‌بی کلثوم                          |                | تاریخی ـ اسلامی                               | بخش مرکزی، دهستان حشمت آباد، ۳۰۰ م جنوب شرق روستای چمنار                                | ۱۵۶۵۱     | ۱۳۸۵/۰۳/۲۸ |       |
| ۱۰۰  | تپه چل چلکو                             |                | پیش از تاریخ ـ تاریخی                         | بخش سیلاخور، دهستان سیلاخور، روستای دهکله                                               | ۱۵۶۵۲     | ۱۳۸۵/۰۳/۲۸ |       |
| ۱۰۱  | تپه روباه                               |                | پیش از تاریخ                                  | بخش سیلاخور، دهستان چالانچولان، ۳۰۰ م شمال غرب روستای پهلوان کل                         | ۱۵۶۵۳     | ۱۳۸۵/۰۳/۲۸ |       |
| ۱۰۲  | تپه پهلوان کل                           |                | پیش ازتاریخ تا اسلامی                         | بخش سیلاخور، دهستان چالانچولان، روستای پهلوان کل                                        | ۱۵۶۵۴     | ۱۳۸۵/۰۳/۲۸ |       |
| ۱۰۳  | تپه قبرستان سه                          |                | اشکانی ـ سلجوقی                               | ۱۰۰متری جنوب شهر چالانچولان                                                             | ۱۵۶۵۵     | ۱۳۸۵/۰۳/۲۸ |       |
| ۱۰۴  | تپه سر قنات خلیل                        |                | تاریخی                                        | بخش سیلاخور، دهستان چالانچولان، ۵۰۰ م جنوب روستای گاراژ                                 | ۱۵۶۵۶     | ۱۳۸۵/۰۳/۲۸ |       |
| ۱۰۵  | تپه سرآب                                |                | پیش از تاریخ تا اسلامی                        | بخش مرکزی، دهستان حشمت آباد، یک کیلومتری جنوب شرقی روستای دره اسبر                      | ۱۵۶۵۷     | ۱۳۸۵/۰۳/۲۸ |       |
| ۱۰۶  | تپه پیرابراهیم                          |                | تاریخی ـ متاخر اسلامی                         | بخش مرکزی، دهستان حشمت آباد، ۵۰۰ م جنوب شرقی روستای دره اسبر                            | ۱۵۶۵۸     | ۱۳۸۵/۰۳/۲۸ |       |
| ۱۰۷  | تپه دامنه کوه بی کسه                    |                | آهن III ـ اشکانی                              | بخش سیلاخور، دهستان سیلاخور، ۳۰۰ م سه راهی روستای لبان                                  | ۱۵۶۵۹     | ۱۳۸۵/۰۳/۲۸ |       |
| ۱۰۸  | تپه بله                                 |                | پیش از تاریخ                                  | ۱/۱ کیلومتری شمال غربی شهر چالانچولان                                                   | ۱۵۶۶۰     | ۱۳۸۵/۰۳/۲۸ |       |
| ۱۰۹  | پاتپه برزان                             |                | تاریخی ـ اسلامی                               | بخش مرکزی، دهستان حشمت آباد، یک کیلومتری غرب روستای برزان                               | ۱۵۶۶۱     | ۱۳۸۵/۰۳/۲۸ |       |
| ۱۱۰  | تپه پلاسه یک                            |                | پیش از تاریخ                                  | بخش مرکزی، دهستان حشمت آباد، ۹۰۰ م شمال غربی روستای دره اسبر                            | ۱۵۶۶۲     | ۱۳۸۵/۰۳/۲۸ |       |
| ۱۱۱  | تپه میدان                               |                | تاریخی                                        | بخش مرکزی، دهستان دورود، ۵۰۰ متری جنوب شرقی روستای دره اسبر                             | ۱۵۶۶۳     | ۱۳۸۵/۰۳/۲۸ |       |
| ۱۱۲  | تپه برج                                 |                | پیش از تاریخ تا اسلامی                        | بخش سیلاخور، دهستان چالانچولان، روستای زرگران علیا                                      | ۱۵۶۶۴     | ۱۳۸۵/۰۳/۲۸ |       |
| ۱۱۳  | تپه بنه زرگران                          |                | تاریخی ـ اسلامی                               | بخش سیلاخور، دهستان چالانچولان، ۶۰۰ م جنوب شرق روستای زرگران علیا                       | ۱۵۶۶۵     | ۱۳۸۵/۰۳/۲۸ |       |
| ۱۱۴  | تپه استل (۱–۲)                          |                | تاریخی ـ اسلامی                               | ۹۰۰ م جنوب غرب شهر چالانچولان                                                           | ۱۵۶۸۶     | ۱۳۸۵/۰۵/۰۸ |       |
| ۱۱۵  | تپه چغادون                              |                | تاریخی ـ سلجوقی                               | بخش مرکزی، دهستان حشمت آباد، روستای امام آباد                                           | ۱۷۰۹۲     | ۱۳۸۵/۱۱/۰۸ |       |
| ۱۱۶  | تپه عربان ۳                             |                | هزاره ۳ ق‌م ـ سده ۸ تا ۱۰ ه‍.ق                   | بخش سیلاخور، دهستان چالانچولان، ۳۷۰ م جنوب روستای عربان                                 | ۱۷۰۹۶     | ۱۳۸۵/۱۱/۰۸ |       |
| ۱۱۷  | تپه بحرین                               |                | قرون اولیه اسلامی                             | شهر دورود، کوی کارمندان                                                                 | ۱۷۰۹۷     | ۱۳۸۵/۱۱/۰۸ |       |
| ۱۱۸  | تپه حسینعلی یکدانگ                      |                | هخامنشی                                       | بخش سیلاخور، دهستان چالانچولان، ۱۰۰ م جنوب غربی روستای یکدانگ                           | ۱۷۱۰۰     | ۱۳۸۵/۱۱/۰۸ |       |
| ۱۱۹  | تپه بالاده کلنگانه                      |                | آهن III                                       | بخش سیلاخور، دهستان سیلاخور، ۸۰۰م جنوب غربی روستای کلنگانه                              | ۱۷۱۲۷     | ۱۳۸۵/۱۱/۰۸ |       |
| ۱۲۰  | تپه گوشه پل ۳                           |                | مس و سنگ                                      | بخش مرکزی، دهستان دورود، ۹ کیلومتری شمال غربی روستای گوشه پل                            | ۱۷۱۴۷     | ۱۳۸۵/۱۱/۲۳ |       |
| ۱۲۱  | تپه کن طویله ۱                          |                | مس و سنگ ـ آهن III                            | بخش سیلاخور، دهستان چالانچولان، ۳/۴ کیلومتری جنوب غربی روستای افراونده                  | ۱۷۱۴۸     | ۱۳۸۵/۱۱/۲۳ |       |
| ۱۲۲  | تپه ته زمین چاله گاو کشته               |                | اشکانی                                        | بخش مرکزی، دهستان حشمت آباد، ۶ کیلومتری شمال شرقی روستای گاو کشته                       | ۱۷۱۵۰     | ۱۳۸۵/۱۱/۲۳ |       |
| ۱۲۳  | تپه سبز ۲                               |                | آهن III                                       | بخش مرکزی، دهستان ژان، دو کیلومتری غرب روستای چقا بهرام                                 | ۱۷۱۵۱     | ۱۳۸۵/۱۱/۲۳ |       |
| ۱۲۴  | تپه ممطلا                               |                | تاریخی ـ ایلخانی                              | بخش مرکزی، دهستان دورود، یک کیلومتری جنوب غربی روستای خسروآباد                          | ۱۷۱۵۲     | ۱۳۸۵/۱۱/۲۳ |       |
| ۱۲۵  | تپه زیرده کاغه                          |                | سلجوقی ـ ایلخانی                              | بخش سیلاخور، دهستان سیلاخور، ضلع جنوبی روستای کاغه                                      | ۱۷۱۵۳     | ۱۳۸۵/۱۱/۲۳ |       |
| ۱۲۶  | تپه زاغه زرگران علیا                    |                | مس ـ آهن III ـ تاریخی                         | بخش سیلاخور، دهستان چالانچولان، ۴۰۰ م شرق روستای زرگران علیا                            | ۱۷۱۵۴     | ۱۳۸۵/۱۱/۲۳ |       |
| ۱۲۷  | تپه سرپله دو غول کا محمدرضا             |                | مس و سنگ ـ آهن III ـ ساسانی                   | بخش مرکزی، دهستان ژان، ۱/۲ کیلومتری شمال روستای کا محمدرضا                              | ۱۷۱۵۵     | ۱۳۸۵/۱۱/۲۳ |       |
| ۱۲۸  | تپه قلعه خرابه چوبدار علیا              |                | قرن ۴ و ۵ ه‍.ق                                  | بخش مرکزی، دهستان ژان، ۲۰۰ م غرب روستای چوبدار علیا                                     | ۱۷۱۵۶     | ۱۳۸۵/۱۱/۲۳ |       |
| ۱۲۹  | تپه قنات سراب ۱                         |                | مس ـ سنگ                                      | بخش سیلاخور، دهستان چالانچولان، ۲۰۰ م شمال روستای بهزاد آباد                            | ۱۷۱۵۷     | ۱۳۸۵/۱۱/۲۳ |       |
| ۱۳۰  | تپه قوربچه سنگر                         |                | آهن III ـ هخامنشی                             | بخش مرکزی، دهستان ژان، ۲۰۰ م شرق روستای سنگر                                            | ۱۷۱۵۸     | ۱۳۸۵/۱۱/۲۳ |       |
| ۱۳۱  | تپه علی‌آباد ۳                           |                | اشکانی                                        | بخش سیلاخور، دهستان سیلاخور، ۲۰۰ م شمال غربی روستای علی‌آباد                             | ۱۷۱۷۰     | ۱۳۸۵/۱۱/۲۳ |       |
| ۱۳۲  | تپه امامزاده بی‌نام تنوردر               |                | ایلخانی                                       | بخش مرکزی، دهستان ژان، ضلع شرقی روستای تنوردر                                           | ۱۷۱۷۱     | ۱۳۸۵/۱۱/۲۳ |       |
| ۱۳۳  | تپه دخترو                               |                | اشکانی                                        | بخش مرکزی، دهستان دورود، ۵۰ م غرب روستای چنارخاتون                                      | ۱۷۱۷۲     | ۱۳۸۵/۱۱/۲۳ |       |
| ۱۳۴  | تپه داربلوط۱                            |                | ایلخانی                                       | بخش مرکزی، دهستان ژان، ۱۳۰۰ م جنوب شرقی روستای دریژان                                   | ۱۷۱۷۳     | ۱۳۸۵/۱۱/۲۳ |       |
| ۱۳۵  | تپه خرمن جا ۲                           |                | اشکانی                                        | بخش سیلاخور، دهستان چالانچولان، ۱۵۰ م شمال روستای افراونده                              | ۱۷۱۷۴     | ۱۳۸۵/۱۱/۲۳ |       |
| ۱۳۶  | تپه چیا مهره‌ای                          |                | مفرغ ـ آهن III ـ تاریخی                       | بخش مرکزی، دهستان گل گل، روستای خیلان بره                                               | ۱۷۱۷۵     | ۱۳۸۵/۱۱/۲۳ |       |
| ۱۳۷  | تپه مفریج ۲                             |                | تاریخی                                        | بخش مرکزی، دهستان دورود، یک کیلومتری شمال غربی روستای شکر آباد                          | ۱۷۱۸۱     | ۱۳۸۵/۱۱/۲۳ |       |
| ۱۳۸  | تپه ریقل                                |                | هخامنشی ـ اشکانی                              | بخش مرکزی، دهستان دورود، ۱/۵ کیلومتری شرقی روستای یوسف آباد                             | ۱۷۱۸۴     | ۱۳۸۵/۱۱/۲۳ |       |
| ۱۳۹  | تپه قارچی ۱                             |                | آهن III ـ ساسانی ـ قرن ۸ تا ۱۰ ه‍.ق             | بخش سیلاخور، دهستان چالانچولان، ۵۰۰ م جنوب روستای چالانچولان                            | ۱۷۱۸۸     | ۱۳۸۵/۱۱/۲۳ |       |
| ۱۴۰  | تپه دیمزار ککو                          |                | اواخر اشکانی ـ ساسانی                         | بخش مرکزی، دهستان ژان، ۱/۵ کیلومتری شمال غربی روستای بهرام آباد                         | ۱۷۱۸۹     | ۱۳۸۵/۱۱/۲۳ |       |
| ۱۴۱  | تپه دیمزار زرگران سفلی                  |                | آهن III                                       | بخش سیلاخور، دهستان چالانچولان، ۸۰۰ م شمال شرقی روستای زرگران سفلی                      | ۱۷۱۹۰     | ۱۳۸۵/۱۱/۲۳ |       |
| ۱۴۲  | تپه چشمه استل حاج علی                   |                | مس و سنگ ـ آهن III                            | بخش مرکزی، دهستان ژان، روستای بهرام آباد علیا                                           | ۱۷۱۹۱     | ۱۳۸۵/۱۱/۲۳ |       |
| ۱۴۳  | تپه چال سیلاخور                         |                | آل بویه ـ اوایل سلجوقی                        | بخش سیلاخور، دهستان چالانچولان، دو کیلومتری شمال شرقی روستای زرگران علیا                | ۱۷۱۹۲     | ۱۳۸۵/۱۱/۲۳ |       |
| ۱۴۴  | تپه احمدآباد ۲                          |                | آهن ـ قرن ۴ و ۵ ه‍.ق                            | بخش سیلاخور، دهستان چالانچولان، ضلع جنوبی روستای احمدآباد                               | ۱۷۱۹۳     | ۱۳۸۵/۱۱/۲۳ |       |
| ۱۴۵  | تپه ممقلی۱                              |                | آهن III ـ هخامنشی                             | بخش مرکزی، دهستان ژان، ۹۰۰ متری غرب روستای بهرام آباد سفلی                              | ۱۷۱۹۵     | ۱۳۸۵/۱۱/۲۳ |       |
| ۱۴۶  | تپه گله راه                             |                | آهن III ـ تاریخی (هخامنشی ـ ساسانی) ـ ایلخانی | بخش مرکزی، دهستان دورود، یک کیلومتری شمال شرقی روستای شکرآباد                           | ۱۷۱۹۶     | ۱۳۸۵/۱۱/۲۳ |       |
| ۱۴۷  | تپه سنگر پاپیان                         |                | اشکانی                                        | بخش مرکزی، دهستان ژان، ۳۵۰ م شمال شرقی روستای پاپیان                                    | ۱۷۱۹۷     | ۱۳۸۵/۱۱/۲۳ |       |
| ۱۴۸  | تپه صارمی                               |                | آهن III                                       | بخش مرکزی، دهستان ژان، دو کیلومتری شمال غربی روستای ژان                                 | ۱۷۱۹۸     | ۱۳۸۵/۱۱/۲۳ |       |
| ۱۴۹  | تپه مین مرغزار بهزادآباد                |                | مس ـ سنگی ـ سلوکی ـ ایلخانی                   | بخش سیلاخور، دهستان چالانچولان، ۵۰۰ م جنوب غربی روستای بهزاد آباد                       | ۱۷۱۹۹     | ۱۳۸۵/۱۱/۲۳ |       |
| ۱۵۰  | محوطه عزیزآباد کوچک                     |                | اشکانی ـ ساسانی ـ سلجوقی                      | بخش سیلاخور، دهستان چالانچولان، ۷۰۰ م غرب روستای حاجی‌آباد یار احمدی                     | ۱۷۲۰۰     | ۱۳۸۵/۱۱/۲۳ |       |
| ۱۵۱  | تپه عربان ۲                             |                | آهن III ـ قرن ۶ و ۷ ق                         | بخش سیلاخور، دهستان چالانچولان، ۴۰۰ م جنوب روستای عربان                                 | ۱۷۲۰۳     | ۱۳۸۵/۱۱/۲۳ |       |
| ۱۵۲  | تپه کوله مرز ۲                          |                | تاریخی (پارتی) ـ قرن ۴ و ۵ ه‍.ق                 | بخش سیلاخور، دهستان سیلاخور، ۷۵۰ م جنوب شرق روستای ازنا                                 | ۱۷۲۰۴     | ۱۳۸۵/۱۱/۲۳ |       |
| ۱۵۳  | تپه رشیدآباد ۱                          |                | آهن III ـ اشکانی                              | بخش سیلاخور، دهستان سیلاخور، ۳۰۰ م جنوب روستای لبان سفلی                                | ۱۷۲۰۵     | ۱۳۸۵/۱۱/۲۳ |       |
| ۱۵۴  | تپه قوربچه کامحمدرضا                    |                | مس ـ سنگی ـ آهن III ـ ساسانی                  | بخش مرکزی، دهستان ژان، ۱۵۰ م شمال شرقی روستای کا محمدرضا                                | ۱۷۲۰۶     | ۱۳۸۵/۱۱/۲۳ |       |
| ۱۵۵  | تپه پیرابراهیم ۲                        |                | هخامنشی                                       | بخش مرکزی، دهستان حشمت آباد، ۳۰۰ م جنوب روستای دره اسپر                                 | ۱۷۲۰۷     | ۱۳۸۵/۱۱/۲۳ |       |
| ۱۵۶  | تپه هسکو                                |                | آهن III                                       | بخش سیلاخور، دهستان چالانچولان، ۱/۵ کیلومتری جنوب روستای خسروآباد                       | ۱۷۲۰۸     | ۱۳۸۵/۱۱/۲۳ |       |
| ۱۵۷  | تپه ماسه کو                             |                | تاریخی                                        | بخش سیلاخور، دهستان چالانچولان، ۱/۵ کیلومتری جنوب روستای حشمت آباد                      | ۱۷۲۰۹     | ۱۳۸۵/۱۱/۲۳ |       |
| ۱۵۸  | تپه خان‌آباد ۲                           |                | تاریخی                                        | بخش مرکزی، دهستان حشمت آباد، ۱۵۰ م شمال غرب روستای امام آباد                            | ۱۷۲۱۰     | ۱۳۸۵/۱۱/۲۳ |       |
| ۱۵۹  | تپه کولی                                |                | نوسنگی ـ مس و سنگ                             | بخش مرکزی، دهستان دورود، ۲۰۰ م غرب روستای چقابدار                                       | ۱۷۲۱۱     | ۱۳۸۵/۱۱/۲۳ |       |
| ۱۶۰  | تپه اسپی                                |                | مس و سنگ ـ تاریخی                             | بخش سیلاخور، ۱۱۰۰ م جنوب غرب شهر چالانچولان                                             | ۱۷۲۱۲     | ۱۳۸۵/۱۱/۲۳ |       |
| ۱۶۱  | تپه علی‌آباد ۲                           |                | مس و سنگ ـ قرن ۳ تا ۵ ق                       | بخش سیلاخور، دهستان سیلاخور، ۱۵۰م جنوب شرقی روستای علی‌آباد                              | ۱۷۲۱۴     | ۱۳۸۵/۱۱/۲۳ |       |
| ۱۶۲  | تپه نثار خان وردی                       |                | آهن III ـ اشکانی                              | بخش مرکزی، دهستان ژان، ۲۰۰ م جنوب غربی روستای خان وردی                                  | ۱۷۲۱۵     | ۱۳۸۵/۱۱/۲۳ |       |
| ۱۶۳  | تپه دول داریاب                          |                | اشکانی ـ آل بویه                              | بخش مرکزی، دهستان دورود، دو کیلومتری جنوب روستای داریاب                                 | ۱۷۲۱۶     | ۱۳۸۵/۱۱/۲۳ |       |
| ۱۶۴  | تپه حاج علی                             |                | مس و سنگ ـ ساسانی ـ سلجوقی                    | بخش مرکزی، دهستان ژان، دو کیلومتری شمال شرقی روستای بهرام علیا                          | ۱۷۲۱۷     | ۱۳۸۵/۱۱/۲۳ |       |
| ۱۶۵  | تپه رشیدآباد۲                           |                | اشکانی                                        | بخش سیلاخور، دهستان سیلاخور، ۶۰۰ م جنوب روستای لبان سفلی                                | ۱۷۲۱۸     | ۱۳۸۵/۱۱/۲۳ |       |
| ۱۶۶  | تپه خرمن جا ۱                           |                | تاریخی ـ سلجوقی                               | بخش سیلاخور، دهستان چالانچولان، ۵۰۰ م شمال غربی روستای افراونده                         | ۱۷۲۱۹     | ۱۳۸۵/۱۱/۲۳ |       |
| ۱۶۷  | تپه همیانه خرابه                        |                | تاریخی ـ تیموری                               | بخش سیلاخور، دهستان سیلاخور، ۱۱۰۰ متری جنوب روستای همیانه                               | ۱۷۲۲۰     | ۱۳۸۵/۱۱/۲۳ |       |
| ۱۶۸  | تپه پا گیرچ                             |                | اشکانی                                        | بخش مرکزی، دهستان دورود، ۷۰۰ م شمال روستای شکرآباد                                      | ۱۷۲۲۱     | ۱۳۸۵/۱۱/۲۳ |       |
| ۱۶۹  | تپه چوک ملا                             |                | تاریخی                                        | بخش مرکزی، دهستان ژان، ۵۰۰ م شمال روستای دریژان سفلی                                    | ۱۷۲۲۲     | ۱۳۸۵/۱۱/۲۳ |       |
| ۱۷۰  | تپه چهار برجی دایی چی                   |                | سلجوقی                                        | بخش سیلاخور، دهستان سیلاخور، ۲۰۰ م شمال روستای دایی چی                                  | ۱۷۲۲۳     | ۱۳۸۵/۱۱/۲۳ |       |
| ۱۷۱  | تپه گورستان یهودیان                     |                | آهن III                                       | بخش مرکزی، دهستان ژان، ۱/۵ کیلومتری شمال غربی روستای تنوردر                             | ۱۷۲۲۴     | ۱۳۸۵/۱۱/۲۳ |       |
| ۱۷۲  | تپه گورستان چقا بهرام                   |                | اشکانی                                        | بخش مرکزی، دهستان ژان، بخش جنوبی، روستای چقا بهرام                                      | ۱۷۲۲۵     | ۱۳۸۵/۱۱/۲۳ |       |
| ۱۷۳  | تپه قلاتنوردر                           |                | ساسانی ـ اشکانی ـ آل بویه ـ ایلخانی           | بخش مرکزی، دهستان ژان، ۷۰۰ م شمال غربی روستای تنودر                                     | ۱۷۳۹۱     | ۱۳۸۵/۱۲/۰۶ |       |
| ۱۷۴  | تپه سرکن دره اسپر                       |                | تاریخی                                        | بخش مرکزی، دهستان حشمت آباد، ۲۰۰ م جنوب شرقی روستای دره اسپر                            | ۱۷۶۰۶     | ۱۳۸۵/۱۲/۰۶ |       |
| ۱۷۵  | نپه زیر ده سراوند                       |                | آهن III ـ ایلخانی                             | بخش مرکزی، دهستان حشمت آباد، ضلع جنوبی روستای سراوند                                    | ۱۷۶۰۹     | ۱۳۸۵/۱۲/۰۶ |       |
| ۱۷۶  | تپه مزارستان تنوردر                     |                | مفرغ ـ آهن III                                | بخش مرکزی، دهستان ژان، ۱/۵ کیلومتری شمال روستای تنودر                                   | ۱۷۶۱۰     | ۱۳۸۵/۱۲/۰۶ |       |
| ۱۷۷  | تپه سرکمریا                             |                | تاریخی ـ سلجوقی                               | بخش مرکزی، دهستان ژان، ۱۰۰ م غرب روستای قلعه جهانگیر                                    | ۱۷۶۱۱     | ۱۳۸۵/۱۲/۰۶ |       |
| ۱۷۸  | تپه کن طویله ۲                          |                | آهن III ـ اشکانی                              | بخش سیلاخور، دهستان چالانچولان، ۳/۵ کیلومتری جنوب غربی روستای افراونده                  | ۱۷۶۱۴     | ۱۳۸۵/۱۲/۰۶ |       |
| ۱۷۹  | تپه گرگلان                              |                | ساسانی                                        | بخش سیلاخور، دهستان سیلاخور، ۸۰۰ م شمال روستای کاغه                                     | ۱۷۶۱۵     | ۱۳۸۵/۱۲/۰۶ |       |
| ۱۸۰  | تپه قلاحاجی چمنار                       |                | اشکانی ـ تیموری                               | بخش مرکزی، دهستان حشمت آباد، ۲۰۰ م غرب روستای چمنار                                     | ۱۷۶۱۶     | ۱۳۸۵/۱۲/۰۶ |       |
| ۱۸۱  | تپه جنگ جا                              |                | نوسنگی ـ مس ـ سنگی ـ قرن ۴–۶ ه‍.ق               | بخش سیلاخور، دهستان سیلاخور، ۶۰۰ م غرب روستای گاراژ، جنب کارخانه قند                    | ۱۷۶۱۷     | ۱۳۸۵/۱۲/۰۶ |       |
| ۱۸۲  | حمام افراونده                           |                | زندیه ـ قاجاریه                               | بخش سیلاخور، دهستان چالانچولان، روستای افراونده                                         | ۱۸۵۲۲     | ۱۳۸۵/۱۲/۲۸ |       |
| ۱۸۳  | حمام دوخواهران                          |                | قاجاریه                                       | بخش سیلاخور، دهستان سیلاخور، روستای دوخواهران                                           | ۱۸۵۲۳     | ۱۳۸۵/۱۲/۲۸ |       |
| ۱۸۴  | حمام ینگ حسین                           |                | قاجاریه                                       | بخش مرکزی، دهستان ژان، روستای ینگ حسین                                                  | ۱۸۵۹۳     | ۱۳۸۵/۱۲/۲۸ |       |
| ۱۸۵  | امامزاده سلیمه خاتون                    |                | قاجاریه                                       | بخش مرکزی، دهستان ژان، روستای بابا محمد                                                 | ۱۸۵۹۴     | ۱۳۸۵/۱۲/۲۸ |       |
| ۱۸۶  | امامزاده زین العابدین                   |                | قاجاریه                                       | بخش مرکزی، دهستان ژان، روستای تنوردر                                                    | ۱۸۵۹۵     | ۱۳۸۵/۱۲/۲۸ |       |
| ۱۸۷  | حمام چوبدار علیا                        |                | قاجاریه                                       | بخش مرکزی، دهستان ژان، روستای چوبدار علیا                                               | ۱۸۵۹۶     | ۱۳۸۵/۱۲/۲۸ |       |
| ۱۸۸  | امامزادگاه بی‌نام تنوردر                 |                | قاجاریه                                       | بخش مرکزی، دهستان ژان، روستای تنوردر                                                    | ۱۸۵۹۷     | ۱۳۸۵/۱۲/۲۸ |       |
| ۱۸۹  | حمام عالم‌آباد                           |                | قاجاریه                                       | بخش سیلاخور، دهستان سیلاخور، روستای عالم آباد                                           | ۱۸۵۹۸     | ۱۳۸۵/۱۲/۲۸ |       |
| ۱۹۰  | تپه فتح عالی یک                         |                | اشکانی ـ ساسانی                               | بخش سیلاخور، دهستان چالانچولان، ۸۰۰ م شمال روستای ده حاجی                               | ۱۹۵۳۰     | ۱۳۸۶/۰۶/۲۸ |       |
| ۱۹۱  | تپه پنج چاهی سه ۲                       |                | کالکولتیک ـ آهن ـ اشکانی                      | بخش سیلاخور، دهستان چالانچولان، یک کیلومتری شمال شرقی (زرگران علیا)                     | ۱۹۵۳۱     | ۱۳۸۶/۰۶/۲۸ |       |
| ۱۹۲  | تپه مین مرغ بهاءالدین                   |                | هخامنشی ـ سلوکی                               | بخش سیلاخور، دهستان چالانچولان، ۹۰۰ م جنوب غربی روستای قلعه بهاءالدین                   | ۱۹۵۳۲     | ۱۳۸۶/۰۶/۲۸ |       |
| ۱۹۳  | تپه مین مرغزار ۲                        |                | آهن ـ تاریخی                                  | بخش سیلاخور، دهستان چالانچولان، ۴۰۰ م جنوب غرب روستای ده حاجی                           | ۱۹۵۳۳     | ۱۳۸۶/۰۶/۲۸ |       |
| ۱۹۴  | تپه حشمت‌آباد یک                         |                | هخامنشی ـ سلوکی                               | بخش سیلاخور، دهستان چالانچولان، ۱۳۰ م شرق حشمت آباد                                     | ۱۹۵۳۴     | ۱۳۸۶/۰۶/۲۸ |       |
| ۱۹۵  | بال تپه سی                              |                | اشکانی                                        | بخش مرکزی، دهستان ژان، ۷۰۰ م شمال دریژان علیا                                           | ۱۹۵۳۵     | ۱۳۸۶/۰۶/۲۸ |       |
| ۱۹۶  | تپه میان تپان دو                        |                | هخامنشی ـ سلوکی ـ اشکانی                      | بخش مرکزی، دهستان ژان، ۱/۲ کیلومتری جنوب روستای سنگر                                    | ۱۹۵۳۶     | ۱۳۸۶/۰۶/۲۸ |       |
| ۱۹۷  | تپه مین مرغ                             |                | تاریخی ـ قرن ۵ تا ۶ ه‍.ق                        | بخش سیلاخور، دهستان چالانچولان، ۵۰ م شمال غرب روستای احمدآباد                           | ۱۹۵۳۷     | ۱۳۸۶/۰۶/۲۸ |       |
| ۱۹۸  | تپه بیدسا                               |                | کالکولتیک ـ مفرغ ـ اشکانی                     | بخش مرکزی، دهستان ژان، ۷۰۰ م جنوب روستای میدانک                                         | ۱۹۵۳۸     | ۱۳۸۶/۰۶/۲۸ |       |
| ۱۹۹  | تپه بادی یوسفی                          |                | اشکانی ـ ساسانی                               | بخش سیلاخور، دهستان چالانچولان، ۷۰۰ م شمال شرق بهزاد آباد                               | ۱۹۵۳۹     | ۱۳۸۶/۰۶/۲۸ |       |
| ۲۰۰  | تپه داربلوط دو                          |                | مفرغ ـ آهن                                    | بخش مرکزی، دهستان ژان، ۸۰۰ م جنوب روستای دریژان سفلی                                    | ۱۹۵۴۰     | ۱۳۸۶/۰۶/۲۸ |       |
| ۲۰۱  | میان تپان دو                            |                | مس سنگی ـ تاریخی                              | بخش سیلاخور، دهستان سیلاخور، ۱ک م جنوب شرقی روستای کاغه                                 | ۱۹۵۴۱     | ۱۳۸۶/۰۶/۲۸ |       |
| ۲۰۲  | تپه دره سر دو                           |                | نوسنگی تا کالکولتیک ـ مفرغ                    | بخش سیلاخور دهستان چالانچولان، ۹۰۰ م شمال غرب روستای عربان                              | ۱۹۵۴۲     | ۱۳۸۶/۰۶/۲۸ |       |
| ۲۰۳  | تپه سیل                                 |                | سلوکی ـ اشکانی                                | بخش مرکزی، دهستان دورود، ۱٫۵ کیلومتری جنوب روستای سیاه کله                              | ۱۹۵۴۳     | ۱۳۸۶/۰۶/۲۸ |       |
| ۲۰۴  | تپه سبزه احمدآباد                       |                | آهن                                           | بخش سیلاخور، دهستان چالانچولان، یک کیلومتری غرب روستای احمدآباد                         | ۱۹۵۴۶     | ۱۳۸۶/۰۶/۲۸ |       |
| ۲۰۵  | تپه درک سر (۲–۱)                        |                | مس سنگی ـ آهن                                 | بخش مرکزی، دهستان ژان، ۱/۷ کیلومتری شمال روستای کامحمدرضا                               | ۱۹۵۴۷     | ۱۳۸۶/۰۶/۲۸ |       |
| ۲۰۶  | تپه رستم یک                             |                | آهن ـ تاریخی                                  | بخش سیلاخور، دهستان چالانچولان، ۶۰۰ م غرب روستای گاراژ                                  | ۱۹۵۴۸     | ۱۳۸۶/۰۶/۲۸ |       |
| ۲۰۷  | تپه پنج چاهی ۶–۴                        |                | آهن ـ سلوکی ـ اشکانی                          | بخش سیلاخور، دهستان چالانچولان، ۱/۲ کیلومتری شمال شرق زرگران علیا                       | ۱۹۵۴۹     | ۱۳۸۶/۰۶/۲۸ |       |
| ۲۰۸  | تپه مین مرغزار                          |                | مس سنگی ـ آهن ـ تاریخی ـ قرون میانه اسلامی    | بخش سیلاخور، دهستان چالانچولان، ۲۵۰ م جنوب غربی روستای ده حاجی                          | ۱۹۵۵۰     | ۱۳۸۶/۰۶/۲۸ |       |
| ۲۰۹  | تپه پنج چاهی ۷                          |                | اهن III                                       | بخش سیلاخور، دهستان چالانچولان، ۱۳۰۰ م شمال شرق روستای زرگران علیا                      | ۱۹۵۵۲     | ۱۳۸۶/۰۶/۲۸ |       |
| ۲۱۰  | تپه دره حسین علی                        |                | اشکانی                                        | بخش مرکزی، دهستان ژان، ۱/۷ کیلومتری جنوب شرق روستای دریژان علیا                         | ۱۹۵۵۳     | ۱۳۸۶/۰۶/۲۸ |       |
| ۲۱۱  | تپه قلعه جهانگیر سه                     |                | آهن                                           | بخش سیلاخور، دهستان چالانچولان، ۲٫۵ کیلومتری جنوب غربی روستای حاجی‌آباد                  | ۱۹۵۵۴     | ۱۳۸۶/۰۶/۲۸ |       |
| ۲۱۲  | تپه عزیزآباد کوچیکه ۱                   |                | هخامنشی                                       | بخش سیلاخور، دهستان چالانچولان، ۷۰۰ م شمال شرق روستای عربان                             | ۱۹۵۵۵     | ۱۳۸۶/۰۶/۲۸ |       |
| ۲۱۳  | تپه میان تپان سه                        |                | سلوکی ـ اشکانی                                | بخش مرکزی، دهستان ژان، ۱/۳ کیلومتری جنوب روستای سنگر                                    | ۱۹۵۵۶     | ۱۳۸۶/۰۶/۲۸ |       |
| ۲۱۴  | تپه کوره دو                             |                | نوسنگی ـ مس و سنگ                             | بخش سیلاخور، دهستان چالانچولان، یک کیلومتری شمال شرق روستای قلعه بهاءالدین              | ۱۹۵۵۷     | ۱۳۸۶/۰۶/۲۸ |       |
| ۲۱۵  | تپه خرمن جا کاغه                        |                | تاریخی ـ قرون میانه اسلامی                    | بخش سیلاخور، دهستان سیلاخور، ضلع شرقی روستای کاغه                                       | ۱۹۵۵۸     | ۱۳۸۶/۰۶/۲۸ |       |
| ۲۱۶  | تپه امیرآباد دو                         |                | نوسنگی ـ کالکولتیک ـ آهن ـ قرون میانه اسلامی  | بخش مرکزی، دهستان دورود، ۴۰۰ م شمال غرب روستای امیرآباد                                 | ۱۹۵۵۹     | ۱۳۸۶/۰۶/۲۸ |       |
| ۲۱۷  | تپه قلعه جهانگیر (۲–۱)                  |                | آهن ـ قرون میانه اسلامی                       | بخش سیلاخور، دهستان چالانچولان، ۱٫۵ کیلومتری غرب روستای احمدآباد                        | ۱۹۵۶۰     | ۱۳۸۶/۰۶/۲۸ |       |
| ۲۱۸  | تپه سبزه دو ۱                           |                | آهن                                           | بخش سیلاخور، دهستان چالانچولان، ۱٫۵ک م جنوب غرب روستای حاجی‌آباد                         | ۱۹۵۶۱     | ۱۳۸۶/۰۶/۲۸ |       |
| ۲۱۹  | تپه سرمله قنات                          |                | اشکانی ـ ساسانی                               | بخش سیلاخور، دهستان سیلاخور، دهستان سیلاخور، ۸۰۰ م شمال غربی روستای کلنگانه             | ۱۹۵۶۲     | ۱۳۸۶/۰۶/۲۸ |       |
| ۲۲۰  | تپه مزارستان دریژان علیا                |                | تاریخی ـ اشکانی                               | بخش مرکزی، دهستان ژان، ۲۵۰ م جنوب روستای دریژان علیا                                    | ۱۹۵۶۳     | ۱۳۸۶/۰۶/۲۸ |       |
| ۲۲۱  | تپه احمد مرده یک                        |                | مفرغ ـ هخامنشی ـ سلوکی                        | بخش مرکزی، دهستان ژان، ۴۰۰ م جنوب شرق روستای دریژان علیا                                | ۱۹۵۶۴     | ۱۳۸۶/۰۶/۲۸ |       |
| ۲۲۲  | تپه سرپله                               |                | اشکانی ـ قرن ۷ ه‍.ق                             | بخش مرکزی، دهستان دورود، دو کیلومتری شمال غربی روستای سنگر                              | ۱۹۵۶۵     | ۱۳۸۶/۰۶/۲۸ |       |
| ۲۲۳  | تپه برآفتاب دراز                        |                | اشکانی تا ساسانی ـ قرن ۷–۶ ه‍.ق                 | بخش مرکزی، دهستان ژان، ضلع شرقی روستای برآفتاب دراز                                     | ۱۹۵۶۶     | ۱۳۸۶/۰۶/۲۸ |       |
| ۲۲۴  | تپه سراب همیانه                         |                | اشکانی                                        | بخش سیلاخور، دهستان سیلاخور، ۲۰۰ م شمال روستای همیانه                                   | ۱۹۸۰۳     | ۱۳۸۶/۰۸/۱۳ |       |
| ۲۲۵  | تپه اسپی کلنگانه                        |                | اشکانی ـ سلجوقی                               | بخش سیلاخور، دهستان سیلاخور، ۱/۵ کیلومتری شمال غرب روستای کلنگانه                       | ۱۹۸۰۴     | ۱۳۸۶/۰۸/۱۳ |       |
| ۲۲۶  | تپه زقزار                               |                | سلوکی ـ اشکانی ـ ساسانی ـ قرن ۵ و ۴ ه‍.ق        | بخش مرکزی، دهستان دورود، ۱/۸ کیلومتری جنوب غربی روستای داریاب                           | ۱۹۸۰۵     | ۱۳۸۶/۰۸/۱۳ |       |
| ۲۲۷  | تپه زرگران                              |                | کالکولتیک ـ سلوکی ـ اشکانی ـ قرن ۷ ه‍.ق         | بخش سیلاخور، دهستان چالانچولان، ضلع جنوب شرق روستای زرگران علیا                         | ۱۹۸۱۸     | ۱۳۸۶/۰۸/۱۳ |       |
| ۲۲۸  | تپه نیله سفید                           |                | هخامنشی ـ اشکانی ـ قرن ۷ ه‍.ق                   | بخش سیلاخور، دهستان چالانچولان، ۱/۳ کیلومتری جنوب غربی روستای نیله سفید                 | ۱۹۸۱۹     | ۱۳۸۶/۰۸/۱۳ |       |
| ۲۲۹  | تپه میان تپان یک                        |                | آهن                                           | بخش مرکزی، دهستان ژان، ۱/۱ کیلومتری جنوب روستای سنگر                                    | ۱۹۸۲۰     | ۱۳۸۶/۰۸/۱۳ |       |
| ۲۳۰  | محوطه روباه چالانچولان                  |                | نوسنگی ـ مس وسنگ                              | بخش سیلاخور، دهستان چالانچولان، ۲۵۰ م شمال شرق چالانچولان                               | ۱۹۸۲۱     | ۱۳۸۶/۰۸/۱۳ |       |
| ۲۳۱  | تپه دوغول                               |                | سلوکی ـ اشکانی ـ قرن ۷ ه‍.ق                     | بخش مرکزی، دهستان ژان، ۹۰۰ م جنوب غربی روستای بهرام آباد علیا                           | ۱۹۸۲۲     | ۱۳۸۶/۰۸/۱۳ |       |
| ۲۳۲  | تپه دره سر سه                           |                | نوسنگی ـ کالکولتیک ـ مفرغ                     | بخش سیلاخور، دهستان چالانچولان، ۷۵۰ م شمال غرب روستای عربان                             | ۱۹۸۲۳     | ۱۳۸۶/۰۸/۱۳ |       |
| ۲۳۳  | تپه لیزار                               |                | اشکانی                                        | بخش مرکزی، دهستان ژان، ۱/۹ کیلومتری جنوب شرق روستای دریژان علیا                         | ۱۹۸۲۴     | ۱۳۸۶/۰۸/۱۳ |       |
| ۲۳۴  | تل کوزرگران سه ۲                        |                | هخامنشی ـ سلوکی ـ اشکانی                      | بخش سیلاخور، دهستان چالانچولان، ۲۰۰ م شمال شرق روستای زرگران سفلی                       | ۱۹۸۲۵     | ۱۳۸۶/۰۸/۱۳ |       |
| ۲۳۵  | تپه کوره یک                             |                | نوسنگی ـ مس وسنگ                              | بخش سیلاخور، دهستان چالانچولان، ۱/۳ کیلومتری شمال شرقی روستای قلعه بهاءالدین            | ۱۹۸۲۶     | ۱۳۸۶/۰۸/۱۳ |       |
| ۲۳۶  | تپه دره سر یک                           |                | نوسنگی ـ مس و سنگ ـ مفرغ ـ آهن                | بخش سیلاخور، دهستان چالانچولان، یک کیلومتری شمال روستای عربان                           | ۱۹۸۲۷     | ۱۳۸۶/۰۸/۱۳ |       |
| ۲۳۷  | تپه عالی                                |                | اشکانی ـ ساسانی ـ قرن ۷–۵ ه‍.ق                  | بخش مرکزی، دهستان ژان، ۸۰۰ م جنوب شرقی دریژان علیا                                      | ۱۹۸۲۸     | ۱۳۸۶/۰۸/۱۳ |       |
| ۲۳۸  | تپه‌های خرگدار ره (۲–۱)                  |                | آهن                                           | بخش سیلاخور، دهستان چالانچولان، ۱/۱ کیلومتری شمال شرقی روستای ده حاجی                   | ۱۹۸۲۹     | ۱۳۸۶/۰۸/۱۳ |       |
| ۲۳۹  | تپه کدی                                 |                | نوسنگی متأخر تا مس سنگی قدیم ـ آهن            | بخش مرکزی، دهستان دورود، ۱/۵ کیلومتری جنوب شرق روستای امیرَآباد                          | ۱۹۸۴۰     | ۱۳۸۶/۰۸/۱۳ |       |